# محمية جبل الكبير
محمية جبل الكبير أو محمية جبل عزموط تابعة لمحافظة نابلس،تبلغ مساحة المحمية 26,223 دونم أما المساحة التي تسلمتها السلطة الوطنية الفلسطينية، تتواجد عدة أنواع من الأشجار منها الخروب، البلوط، السريس، الزعرور.